# Sitnåivetjärnarna (Jokkmokks socken, Lappland, 737746-169742)
Sitnåivetjärnarna är en sjö i Jokkmokks kommun i Lappland och ingår i Luleälvens huvudavrinningsområde. Sitnåivetjärnarna ligger i Görjeån Natura 2000-område.